# Alessandro Franchi
Alessandro Franchi, född 25 juni 1819, död 31 juli 1878, var en italiensk katolsk teolog och kyrkoman.
Franchi var professor i kyrkohistoria i Rom och påvlig nuntius i Madrid och Florens. 1858 blev han sekreterare i kongregationen för utomordentliga kyrkliga ärenden i Rom, 1873 kardinal, 1874 prefekt för propagandakongregationen, samt 1878 påvlig statssekreterare. Franchi var 1873 verksam i Konstantinopel för biläggandet av schismen i Armenien, där nationalisterna arbetade för självständighet gentemot Rom.